# Femap
Femap – niezależny od środowiska programowego CAD, pre- i post-procesor służący do przeprowadzania analiz inżynierskich metodą elementów skończonych MES w środowisku Windows. Oprogramowanie to jest przeznaczone głównie do obliczeń mechanicznych i termicznych.

Umożliwia przeprowadzenie kompleksowych analiz inżynierskich modeli zaimportowanych z niezależnych systemów CAD. Chodzi tutaj o analizy pojedynczych elementów jak i całych złożeń przy uwzględnieniu więzów pomiędzy poszczególnymi częściami. System Femap zintegrowano z solwerem NX Nastran i dzięki temu aplikacja udostępnia szeroką gamę zaawansowanych i funkcjonalnych narzędzi, służących do bezpośredniego definiowania i kontrolowania większości zagadnień, dotyczących modelowania, symulacji oraz postprocessingu. Dzięki analizom inżynierskim, które są jednym z ważniejszych etapów cyfrowego procesu opracowywania produktów, istnieje możliwość znacznej redukcji kosztów tworzonych prototypów oraz testowania nowych produktów. Femap z NX Nastran pozwala na optymalizację konstrukcji pod względem kształtu oraz redukcji masy. Pełne wykorzystanie możliwości solwera NX Nastran umożliwia przeprowadzenie obliczeń statyki, postaci drgań własnych, wyboczeń, symulacji zgrzein i różnorodnych zagadnień termicznych, jak również zaawansowanych analiz takich jak: odpowiedź dynamiczna układu na wymuszenie (Dynamic Response), superelementy, zaawansowane nieliniowości, DMAP czy optymalizacja. Dodatkowo umożliwia szacowanie wrażliwości wyników na zmiany parametrów wejściowych oraz nie stawia żadnych ograniczeń, co do wielkości modelu. Środowisko Femap jest szeroko stosowane do modelowania złożonych produktów, systemów i procesów, wliczając satelity, samoloty, elektronikę wojskową, ciężki sprzęt konstrukcyjny, dźwigi, okręty i instalacje przemysłowe.

## Konfiguracje Femap

### Standalone Pre- and Postprocessor
Konfiguracja umożliwiająca przygotowanie modelu do obliczeń, wczytanie geometrii, nadanie obciążeń oraz utwierdzeń, nałożenie siatki elementów skończonych. Obliczenia są wykonywane za pomocą zewnętrznego solwera. Dzięki bardzo rozbudowanemu postprocesorowi można szczegółowo analizować wyniki, tworzyć przekroje, wykresy oraz raporty.

#### CATIA v5 CAD Access (add-on)
Dodatkowy translator umożliwiający wczytywanie plików z programu CATIA.

### Femap with NX Nastran: Basic
Konfiguracja zawiera pre- i postprocesor oraz zaimplementowany solver NX Nastran.
Konfiguracja podstawowa Basic zawiera następujące typy analiz:
- Statyka liniowa – obliczenia statyczne w zakresie liniowej charakterystyki wytrzymałości materiału (zawiera iterację obliczeń),
- Częstotliwość drgań – analiza częstotliwości drgań własnych, drgań wymuszonych,
- Wyboczenie – analiza wyboczeń,
- Transfer ciepła – rozkład temperatur, naprężenia termiczne,
- Podstawowa nieliniowość – nieliniowość materiałowa, geometryczna,
- Kontakt liniowy – kontakt liniowy między częściami konstrukcji umożliwia przeprowadzenia obliczeń złożeń w zakresie liniowym.

Konfiguracja Basic zawiera rozbudowaną bibliotekę typów elementów skończonych oraz materiałów. Femap posiada możliwość nadawania połączeń typu kontakt a także połączeń klejonych, śrubowych oraz zgrzein.

#### Dynamika (add-on)
Dodatkowy moduł, który pozwala sprawdzić jak będzie zachowywał się produkt obciążony dynamicznymi siłami - jak będą zmieniać się zarówno z czasem jak i z częstotliwościami.

#### Zaawansowana nieliniowość (add-on)
Pozwala wykonać obliczenia z nieliniowym kontaktem pomiędzy częściami, uwzględnić nieliniowość materiałową i/oraz geometryczną (duże odkształcenia). Dzięki analizom nieliniowym możemy policzyć modele z dużymi odkształceniami, zderzenia, upadki z dużych wysokości.

#### Optymalizacja (add-on)
Automatycznie przeprowadza obliczenia uwzględniając szereg iteracji analizując złożone warunki obciążeń szukając optymalnego kształtu. Pozwala odchudzić konstrukcje i zaproponować optymalny kształt części.

#### Rotor Dynamics (add-on)
Moduł do analizy modeli obrotowych. Pozwala znaleźć siły odśrodkowe Coriolis’a, które nie występują w stacjonarnym położeniu. Można symulować wirniki, obracanie ładunków, znaleźć prędkości krytyczne, przewidzieć częstotliwości wirów, synchroniczne i asynchroniczne analizy w celu wygenerowania wykresów Campbell’a

#### DMAP (add-on)
Specjalny moduł umożliwiający programowanie solvera Nastran. Pozwala użytkownikowi na rozszerzenie możliwości NX Nastan poprzez pisanie własnych aplikacji i instalowanie własnych modułów.

#### Superelementy (add-on)
Moduł odgrywa kluczową rolę przy obliczaniu bardzo dużych i złożonych modeli ze skomplikowanymi strukturami, które są równoważne mniejszym podstrukturom nazywanym superelementami. Superelementy można zastosować wraz ze wszystkimi rodzajami analiz Nastran NX. Szczególnie skuteczne są one podczas przeprowadzania pełnych analiz dużych złożeń takich jak całe samoloty, pojazdy albo statki z wykonaniem przyrostowych i częściowych obliczeń tych złożeń.

#### Aeroelasticity (add-on)
Analiza Aeroelastic umożliwia symulację modeli w obecności powietrznego strumienia. Aeroelastyczność jest przydatna w projektowaniu samolotów, helikopterów, pocisków, zawieszenia mostów, a nawet wysokich kominów i linii energetycznych.

#### Structural Analysis Toolkit (add-on)
Umożliwia obróbkę wybranych danych, zawartych w pliku binarnym NASTRAN, a także eksport wyników w postaci plików tekstowych ASCII, plików uniwersalnych lub w formacie HTML. Pozwala na prognozowanie naprężeń, warunków zachowania bezpieczeństwa, sił w elementach, węzłach oraz połączeniach kinematycznych, estymację zagadnień modalnych, właściwości masowych, a także zjawisk związanych ze stochastycznym i harmonicznym wzbudzaniem badanych układów.

### Femap Thermal Solver
Pozwala na analizowanie procesów nieliniowych oraz nieustalonych przepływów ciepła, z uwzględnieniem zjawisk dotyczących przewodnictwa, promieniowania, konwekcji swobodnej i wymuszonej, przepływu płynów oraz zmian fazowych.

#### Femap Advanced Thermal Solver (add-on)
Powiększa pakiet Femap Thermal Solver o szereg dodatkowych i jeszcze bardziej zaawansowanych możliwości modelowania oraz symulowania zjawisk cieplnych, w tym przepływu płynów w kanałach wraz z równoczesną analizą wartości ciepła przekazanego ścianom kanału a także szacowaniem rodzaju przepływu i gradientów prędkości płynu. Moduł ten dostarcza imponujące zestawy narzędzi numerycznych, które służą do symulowania wyjątkowo skomplikowanych zjawisk cieplnych, takich jak m.in. złożone przypadki promieniowania oraz kompleksowe modelowanie pojazdów kosmicznych.

### Femap Flow Solver
Rozszerza możliwości środowiska Femap o zbiór najnowocześniejszych rozwiązań prowadzenia badań numerycznych z obszaru mechaniki płynów (CFD), umożliwiając szybkie, wydajne i dokładne rozwiązanie problemów z tej dziedziny. Zaawansowany solver typu multi-grid umożliwia prowadzenie wszelkich obliczeń z dziedziny CFD, w tym analizowania przepływów laminarnych i turbulentnych, przepływów mediów ściśliwych różnego rodzaju, przepływów wymuszonych, konwekcji naturalnej, a także przepływów czynników wielofazowych. Obliczenia mogą zostać prowadzone z założeniem wielu wlotów oraz wylotów badanego medium, a także wewnętrznych warunków brzegowych przepływu.

## Licencjonowanie
Licencje systemu Femap występują pod dwiema postaciami:
- licencja przypisana do stanowiska (Node-lock)
- licencja pływająca (Floating)